# Royal Excelsior Virton
Royal Excelsior Virton ist ein belgischer Fußballverein aus Virton.

## Geschichte
Kurz vor dem Ersten Weltkrieg entstand in Virton der Football Club Saint-Laurent Virton als Ortsrivale der Union Sportive Virtonaise. Der Krieg unterbrach jedoch den Spielbetrieb und der Verein wurde somit nicht fortgeführt. Am 14. April 1922 wurde der Excelsior Football Club Virton gegründet, die die Vereinsfarben, grün und weiß, des Vorkriegsklubs übernahmen. Im August wurde der Klub Mitglied des belgischen Verbandes.
1924 gelang mit dem Sieg des Ardennen-Pokals ein erster Erfolg. Ein Jahr später führte ein Streit zwischen dem Verband und dem Ortsrivalen Union Sportive dazu, dass ein großer Teil der Spieler zu Excelsior wechselte. Im gleichen Jahr siedelte der Klub um und spielte fortan im „Pré Jacquet“, einem vormaligen Sumpfgebiet. In der Provinz Luxemburg bildete der Verein zusammen mit Jeunesse Arlon und Jeunesse Athus vor dem Zweiten Weltkrieg das Spitzentrio, das jedoch vor allem von Jeunesse Arlon dominiert wurde. 1927, 1932 und 1935 konnte Excelsior jeweils die Provinzmeisterschaft gewinnen.
Am 21. Mai 1945 nahm der Klub als Excelsior Sporting Club Virton den Betrieb wieder auf. 1949 gewann Excelsior den ersten Nachkriegstitel, als der Provinzpokal geholt wurde. Zwei Jahre später erhielt der Klub das Attribut „königlich“ und firmierte damit als Royal Excelsior Sporting Club Virton.
Ab 1960 spielte Excelsior viertklassig, ehe der Verein 1971 wieder abstieg. 1975 gelang neben dem Sieg im Provinzpokal der Wiederaufstieg. 1986 gelang erstmals der Aufstieg in die Drittklassigkeit. Dort wurde der Klub in der ersten Saison Zwölfter. Nach einem 14. Platz 1988 muss der Verein 1989 als Tabellenletzter wieder abstiegen. 1992 folgt sogar der Absturz in die fünftklassige Provinzliga, wo man wieder auf Jeunesse Arlon und Sporting Athus trifft. Allerdings gelingt mit 52 von 60 möglichen Punkten der sofortige Wiederaufstieg.
In der vierten Liga gelang der vierte Platz, der zur Teilnahme an den Aufstiegsspielen zur dritten Liga berechtigte. Dort scheiterte Excelsior allerdings an Racing Jet Wavre mit einer herben 0:5-Schlappe. Ein Jahr später wurde als Meister der direkte Aufstieg geschafft. Im Juni 1995 änderte der Klub seinen Namen in Royal Excelsior Virton.
1995/96 belegte Excelsior den 13. Platz, nur einen Punkt vor Absteiger FC Namur. In der folgenden Spielzeit entging der Verein als Achter der Abstiegsgefahr und konnte sich auch in den folgenden Jahren stets im gesicherten Mittelfeld platzieren. 1997, 1999 und 2000 gelang jeweils der Sieg im Provinzpokal. 2001 wurde die Mannschaft mit acht Punkten Vorsprung auf Royal Francs Borains Meister der dritten Liga und schaffte damit den direkten Aufstieg in die Zweitklassigkeit.
2002 wurde Excelsior Elfter der zweiten Liga. Nach einem zwölften Platz 2003 erreicht der Klub 2004 den sechsten Tabellenrang. 2005 wurde die Mannschaft erneut Zwölfte. 2006 platzierte sie sich als Vierzehnte, fünf Punkte vor dem von KFC Dessel Sport belegten Relegationsplatz. Seit dem Abstieg in der Saison 2015/16 spielte Virton in der drittklassigen 1. Division Amateure. Doch vier Jahre später folgte die Rückkehr in die Zweitklassigkeit.
Am 4. Dezember 2019 wurde der Franzose Christian Bracconi als neuer Trainer verpflichtet. Am 7. Februar 2023 ersetzte ihn José Jeunechamps.

## Rechtsstreit um die Lizenz
Am Ende der Saison 2019/20 belegte Virton in der Gesamttabelle Platz 2. Da der Verein aber keine der beiden Tranchen gewonnen hatte, war er nicht für die Aufstiegsspiele qualifiziert. Die Lizenzkommission des belgischen Fußballverbandes erteilte im März 2020 Virton keine Lizenz für die Saison 2020/21. Dagegen erhob der Verein am 26. März 2020 sofort Beschwerde beim belgischen Schiedsgericht für den Sport. Er berief sich insbesondere darauf, dass durch die COVID-19-Pandemie eine finanzielle Vorausplanung für die nächsten 18 Monaten, wie in den Lizenzbedingungen verlangt, nicht möglich ist. Am 12. Mai 2020 lehnte auch das Schiedsgericht die Lizenzvergabe ab. Damit spielt Virton in der Saison 2020/21 in der 2. Division Amateure. Virton reichte gegen die Verweigerung der Lizenz vor dem Zivilgericht erster Instanz für Brüssel Klage ein, weil der Verein eine Verletzung der Wettbewerbsregeln sieht. Er hat außerdem die belgische Wettbewerbsbehörde eingeschaltet. Diese hat am 29. Juni 2020 Bedenken, dass Zusagen von Sponsoren nicht bei der verbandsinternen Liquiditätsprüfung eingerechnet werden, es sei denn, sie sind dem Verein tatsächlich gezahlt, lehnten aber den Erlass einstweiliger Anordnungen ab. Virton seien im Lizenzverfahren mehrere Möglichkeiten angeboten worden, wie es die Lizenz hätte erhalten können, wie beispielsweise eine Bankgarantie. Diese habe der Verein aber nicht genutzt.
Im Gegensatz dazu wurde ein durch Dritte zwischenzeitlich beantragtes Insolvenzverfahren vom Handelsgericht Neufchâteau wenige Tage nach dem Antrag am 26. Mai 2020 eingestellt, weil das Gericht aufgrund ausreichender Bürgschaftszusagen der Sponsoren keine Überschuldung sah.
Aufgrund der Entscheidung der Wettbewerbsbehörde forderte Virton am 2. Juli 2020 die Lizenzkommission und das Schiedsgericht für den belgischen Sport auf, den Lizenzantrag neu zu beurteilen. Am 17. Juli 2020 forderte Virton den Fussballverband und Pro League auf, den Start der Meisterschaft in der Division 1B, in den beiden obersten Amateur-Klassen und im belgischen Pokal zu verschieben. Aus Sicht von Virton können diese Wettbewerbe nicht beginnen, bevor feststeht, in welcher Liga Virton spielt bzw. in welcher Pokalrunde der Verein erstmals spielen muss.
Diese Verfügung wurde nicht erlassen. Da auch über den Lizenzantrag nicht neu entschieden wurde, begann die Saison für Virton in der 2. Division Amateure, wo sich der Verein weigerte anzutreten. Das Zivilgericht wies die Klage am 4. September 2020 ab. Der Berufung dagegen gab der Cour des Marchés von Brüssel am 23. September 2020 statt. Es wäre eine einstweilige Anordnung zu erlassen gewesen. Dies würde aber zu diesem Zeitpunkt nach Saisonbeginn keinen Sinn mehr machen. Schließlich entschied am 20. November 2020 die Wettbewerbsbehörde im endgültigen Verfahren, dass die entsprechenden Regelungen im Lizenzverfahren gegen das Wettbewerbsrecht verstoßen. Sie verpflichtete den belgischen Fussballverband, Virton bei der Lizenzprüfung im Frühjahr 2021 so zu behandeln, als wenn er aus der 1. Division Amateure in die Division 1B aufsteigen würde und, falls die Lizenz erteilt werde, in der Saison 2021/22 wieder an die Division 1B teilnehmen zu lassen.
Am 14. April 2021 erteilte die Lizenzkommission die Lizenz für die Saison 2021/22 für die Division 1B. Einige der dabei erteilten Auflagen wurden am 11. Mai 2021 durch das belgische Schiedsgericht für den Sport aufgehoben.
Gegen den Königlich Belgischen Fußballverband erhob Virton Klage auf Schadensersatz in Höhe von 15 Millionen Euro.

## Zwei Jahre in der Division 1B
Die Saison 2021/22 wurde auf dem letzten Platz mit neun Punkten Rückstand abgeschlossen. Nur aufgrund der Insolvenz von Royal Excel Mouscron stieg Virton nicht ab. Die Hauptrunde der nächsten Saison beendete der Verein erneut auf dem letzten Platz mit diesmal fünf Punkten Rückstand. In der anschließenden Play-down-Runde gelang es, die U 23-Mannschaft von KRC Genk nach Punkten einzuholen. Infolge der geringen Zahl von Siegen stieg Virton in die 1. Division Amateure ab. Dort erreichte man in der Spielzeit 2023/24 am Ende nur den 11. Platz.

## Ehemalige Spieler
- Guy Blaise (2000–2016)
- Daniel Gomez (2001–2003)
- Aurélien Joachim (2004–2005)
- Thomas Meunier (2009–2011)
- Jérémy Serwy (2017–2018)
- Max Jansen (2019)
- Steven Lewerenz (2019)
- Edisson Jordanov (2019–2020)
- Kevin Malget (2019–2020)
- Stélvio Rosa da Cruz (2019–2020)
- David Turpel (2019–2020)
- Geoffrey Mujangi Bia (2022)
- Hakim Abdallah (2022–2023)
- Mohamed Gouaida (2022–2023)
- Yann Mabella (2022–2023)